# اچ‌ام‌تی ویزالما
اچ‌ام‌تی ویزالما (به انگلیسی: HMT Vizalma) یک زیردریایی بود. این زیردریایی در سال ۱۹۴۰ ساخته شد.